# Ожешкув
Ожешкув (пол. Orzeszków) — остановочный пункт в селе Ожешкув в гмине Виньско, в Нижнесилезском воеводстве Польши. Имеет 2 платформы и 2 пути.
Остановочный пункт на железнодорожной линии Вроцлав-Главный — Щецин-Главный, построен в 1970 году.